# 赤い崖
『赤い崖』（あかいがけ、A Kiss Before Dying）は、1956年のアメリカ合衆国のサイコスリラー映画。
ガード・オズワルドの監督デビュー作で、出演はロバート・ワグナーとジェフリー・ハンターなど。
原作はアイラ・レヴィンの1953年の長編ミステリー小説『死の接吻』。
同原作の映画化作品としては他にマット・ディロン主演の『死の接吻』（1991年）がある。
フィルム・ノワールとしては珍しいカラー映画である。

## ストーリー
富豪の娘ドロシーと付き合っている野心家の青年バドは、彼女から妊娠を知らされると自殺に見せかけて殺す。しかし、ドロシーの自殺に疑いを抱いた姉エレンは大学講師のゴードンの協力の下、真相を調べ始める。

### 原作との違い
- 富豪の長女マリオン（エレンとドロシーの姉）が登場せず、エレンが長女となっている。
- 犯人が最初から明らかになっており、ミステリーの要素がなくなっている。

## キャスト
※括弧内は日本語吹替
- バド・コーリス: ロバート・ワグナー（仲村秀生） - 野心家の青年。
- ゴードン・グラント: ジェフリー・ハンター（広川太一郎） - 大学の非常勤講師。
- エレン・キングシップ: ヴァージニア・リース（英語版）（北浜晴子） - 富豪キングシップ家の長女。妹ドロシーの死に疑いを持つ。
- ドロシー（ドリー）・キングシップ: ジョアン・ウッドワード（上田みゆき） - エレンの妹。バドの子を妊娠する。
- コーリス夫人: メアリー・アスター（林洋子） - バドの母親。
- レオ・キングシップ: ジョージ・マクレディ（英語版）(千葉耕市) - エレンとドロシーの父親。

※日本語吹替：初回放送1970年9月14日『月曜ロードショー』

## 製作
1953年の時点で20世紀フォックスが原作の映画化権を購入し、主演に同社契約のロバート・ワグナーの起用が検討されていた。その後、クラウン・プロダクションズに製作が移ると、監督としてロバート・パリッシュが検討されていたが、最終的に初監督となるガード・オズワルドに決まり、20世紀フォックスからワグナーとジョアン・ウッドワード、ジェフリー・ハンターが貸し出される形になった。

## 作品の評価
Rotten Tomatoesによれば、10件の評論の全てが高評価で、平均点は10点満点中6.6点となっている。